# Atanas Kołarow
Atanas Kołarow, bułg. Атанас Стефанов Коларов (ur. 2 marca 1934 w Łomie, zm. 22 września 2016) – bułgarski szachista, mistrz międzynarodowy od 1957 roku.

## Kariera szachowa
Wielokrotnie startował w finałach indywidualnych mistrzostw Bułgarii, zdobywając 6 medali: pięć srebrnych (1955, 1957, 1958, 1964, 1970) oraz brązowy (1953). Pomiędzy 1956 a 1970 sześciokrotnie reprezentował narodowe barwy na szachowych olimpiadach, największy sukces odnosząc w 1968 w Lugano, gdzie bułgarscy szachiści zdobyli brązowe medale. Był również uczestnikiem drużynowych mistrzostw Europy (1970) oraz sześciokrotnie drużynowych mistrzostw świata studentów (w latach 1954–1960), w turniejach tych zdobywając drużynowo dwa srebrne (1957, 1958) oraz brązowy medal (1954).
Odniósł kilka sukcesów w turniejach międzynarodowych, m.in. w Erfurcie (1955, II m. za Wolfgangiem Uhlmannem), Ułan Bator (1956, II m. za Heinzem Liebertem), Ploeszti (1957, V m.), Polanicy-Zdroju (1967, memoriał Akiby Rubinsteina, dz. IV-VI m. za Siemionem Furmanem, Wolfgangiem Uhlmannem i Vlastimilem Hortem, wspólnie ze Zbigniewem Dodą i Salomonem Flohrem), Büsum (1968, memoriał Adolfa Anderssena, dz. III-VII m. za Robertem Hübnerem i Georgim Tringowem, wspólnie z Albericem O’Kellym de Galwayem, Bruno Parmą, Hansem-Joachimem Hechtem i Arturo Pomarem Salamancą), Primorsku (1975, III-IV m.) oraz Albenie (1986, II m. za Zurabem Azmaiparaszwilim)
Najwyższy ranking w karierze osiągnął 1 lipca 1973, z wynikiem 2445 punktów zajmował wówczas 9. miejsce wśród bułgarskich szachistów. Od 1988 mnie startuje w turniejach klasyfikowanych przez Międzynarodową Federację Szachową.